# Corimelaena obscura
Corimelaena obscura är en insektsart som beskrevs av Mcpherson och Sailer 1978. Corimelaena obscura ingår i släktet Corimelaena och familjen glansskinnbaggar. Inga underarter finns listade i Catalogue of Life.